# Bertrand Latour
Bertrand Latour, né le 10 septembre 1992 à Albertville, est un journaliste sportif. Il fait partie de l'équipe du Canal Football Club, une émission diffusée sur Canal+ .

## Biographie
Bertrand Latour naît le 10 septembre 1992 à Albertville, où il effectue sa scolarité avant d'intégrer l'école de journalisme de Lyon. Issu d'une famille de cyclistes, il est pratiquant et licencié à l'Union Olympique Albertville.
Bertrand Latour travaille d'abord pour le Dauphiné Libéré[Quand ?] et RTL de 2012 à la rentrée 2019,,.
En parallèle, il est également chroniqueur et reporter pour L'Équipe de 2016 à 2024, en apparaissant notamment dans l'émission L'Équipe de choc à partir de 2023 aux côtés de France Pierron et Pierre Bouby. En 2021, toujours pour L'Équipe, il est présentateur du multiplex de la Ligue 2,. Le 28 mai 2022, il est agressé par des supporters du Liverpool FC aux abords du Stade de France, en marge de la finale de la Ligue des Champions qu'il couvre pour L'Équipe,.
En août 2024, il rejoint la chaîne Canal+ pour intégrer l'équipe du Canal Football Club,.
Il est réputé pour ses « coups de gueule » et ses « avis tranchés », qui lui valent régulièrement des critiques,,,.